# Artilleriewerk Grandinagia

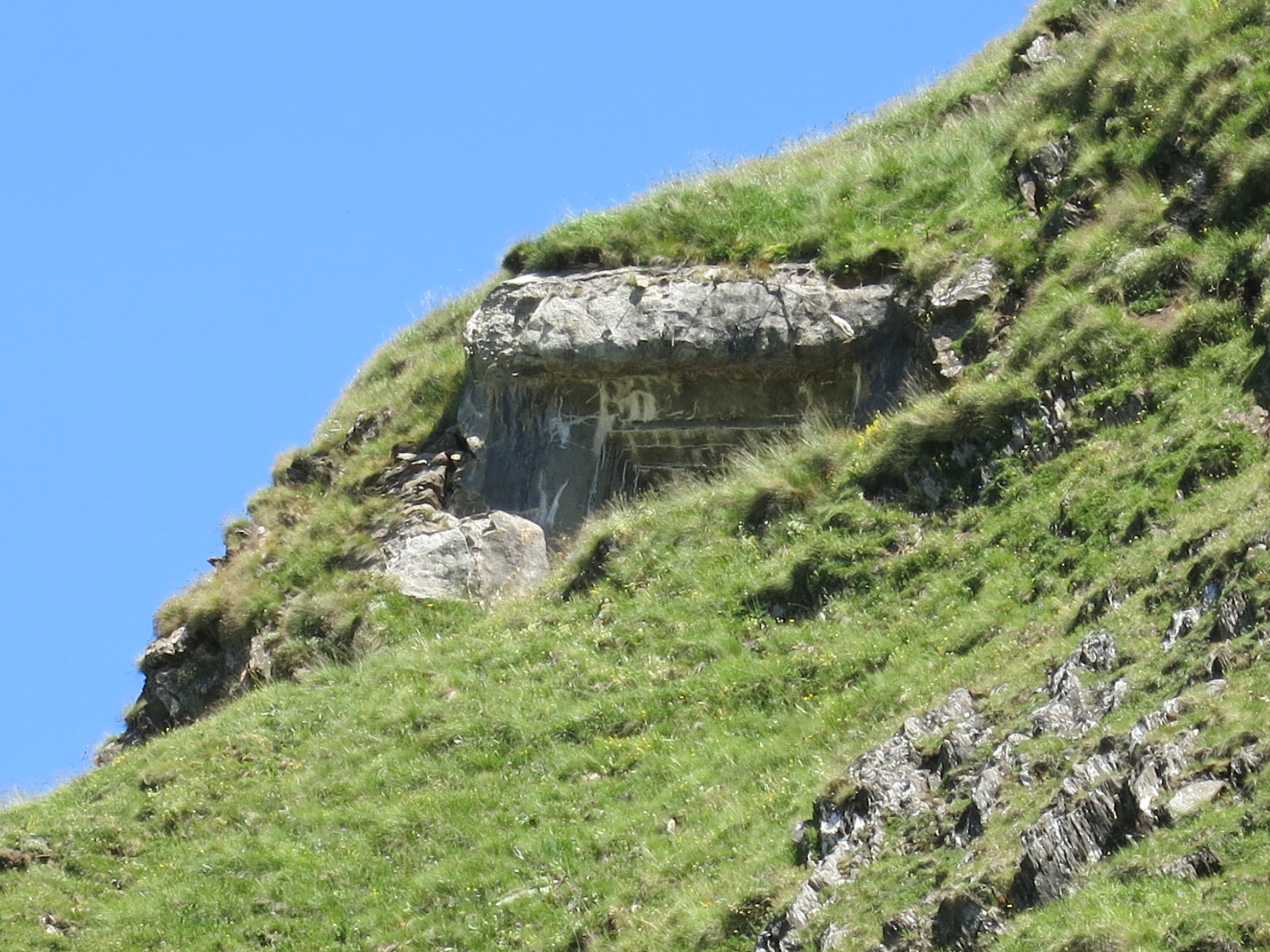
Grandinagia, Geschütz 3b

Das Artilleriewerk Grandinagia (Armeebezeichnung A 8444) ist ein Schweizer Artilleriewerk auf der Südseite des Gotthardpasses im Kanton Tessin. Es befindet sich auf 2169 m ü. M. auf dem Gemeindegebiet von Bedretto im Val Bedretto rund 1,6 km vom Passo San Giacomo entfernt.
Das Werk war 1939 schussbereit und ist heute ausgeräumt.

## Sperrstelle San Giacomo
Mit dem Bau der Sperrstelle San Giacomo (Armeebezeichnung Nr. 2332) wurde 1937 begonnen. Auf der linken Flanke des Bedrettotales konnte ein Gegner von der italienischen Grenze am San Giacomo Pass direkt zum Gotthardpass und seinen 1890 fertig gestellten Festungen (Forte Airolo, Motto Bartola) vorstossen. Diese Grenznähe bildete einen Schwachpunkt im Verteidigungsdispositiv der Festung Airolo. Seit 1885 befand sich auf dem Pass ein Blockhaus, von dem aus die Telegraphentruppe den beiden Artilleriewerken über Vorkommnisse im nördlichen Val Formazza berichtete.
Die im Oktober 1929 eröffnete Fahrstrasse durch das italienische Formazzatal auf den San Giacomo Pass ermöglichte, den Gotthard von der Grenze aus direkt unter Artilleriebeschuss zu nehmen. Aufgrund des vom Geniechef der Gotthardbesatzung im Dezember 1931 vorgelegten Projekts (Blockhaus, Luftseilbahn, Halbbatterie) wurde 1935–1939 die Befestigung des San Giacomo erstellt.
Die Sperrstelle umfasst rund 30 Einzelobjekte mit dem Infanteriewerk San Giacomo (A 8442) und dem Artilleriewerk Grandinagia (A 8444) samt zwei Militärseilbahnen. Das ganze Dispositiv ist Teil der Gotthardfestung. Im Bedrettotal wurden bei Cioss Prato, Ronco-Selva und Ronco-Munda Geschützunterstände errichtet.
- KP, Artilleriebeobachter Nordsporn  A 8440 ⊙
- Infanteriewerk San Giacomo Blockhaus A 8442 ⊙
- Infanteriewerk All’Uomo  A 8443 ⊙
- Artilleriewerk Grandinagia  A 8444 ⊙
- Infanteriewerk Grandinagia I A 8445 ⊙
- Infanteriewerk Grandinagia II  A 8446 ⊙

## Sperrstelle All’Acqua
Die Sperrstelle All’Acqua (Armeebezeichnung Nr. 2325) hatte den Saumweg über den Nufenenpass zu sperren.
- Infanteriewerk Stabbiascio sopra  A 8460 ⊙
- Infanteriewerk Stabbiascio sotto  A 8461 ⊙
- Infanteriewerk All’Acqua links  A 8463 ⊙
- Infanteriebunker All’Acqua rechts hinten  A 8473 ⊙
- Infanteriebunker All’Acqua rechts vorn  A 8474, als Berghütte getarnt ⊙
- Gebirgsunterkunft All’Acqua  A 8476 ⊙
- Militärbaracke Stabbiascio ⊙
- Militärmagazin/Unterstand All’Acqua ⊙

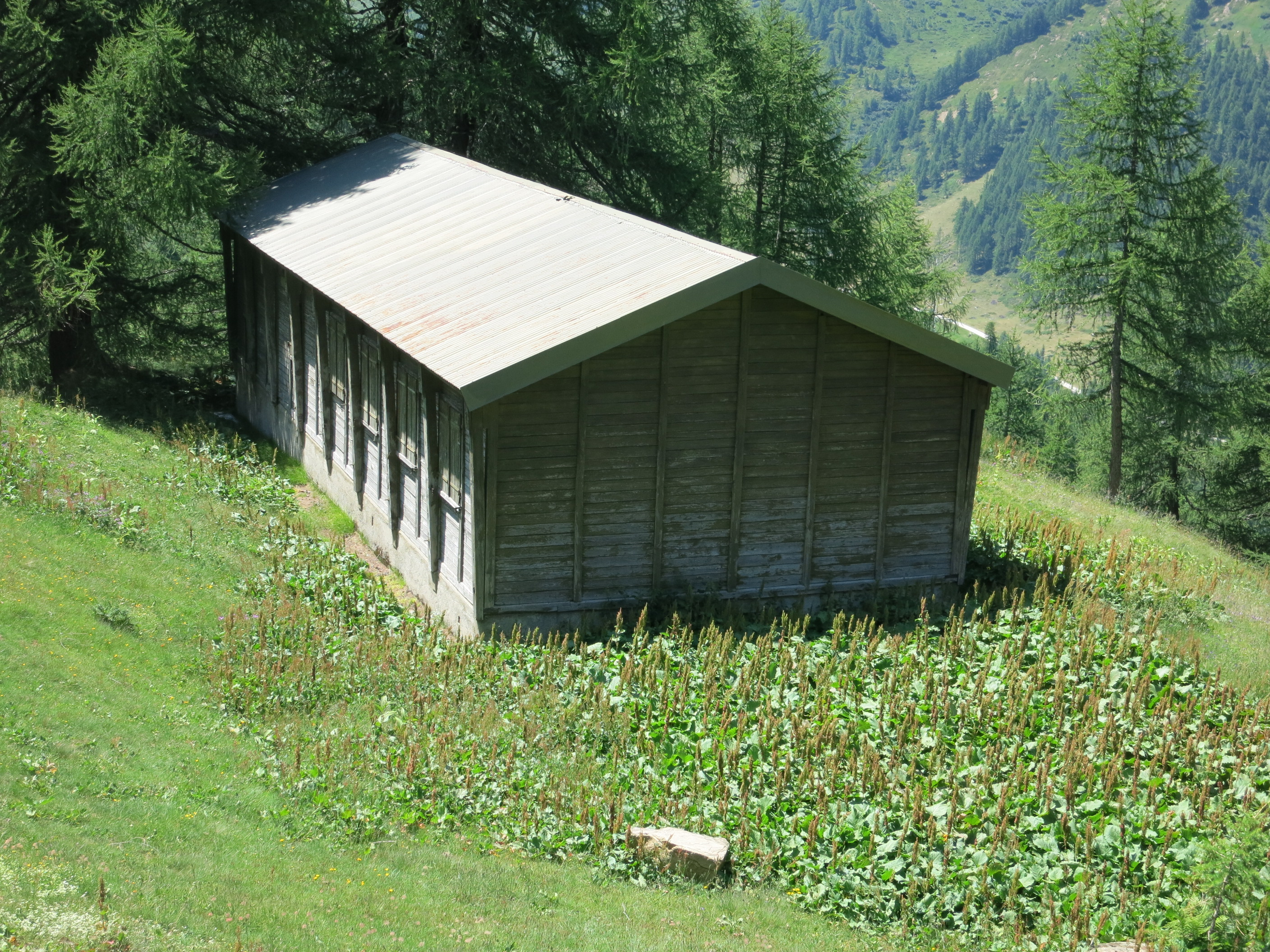
Militärbaracke Stabbiascio
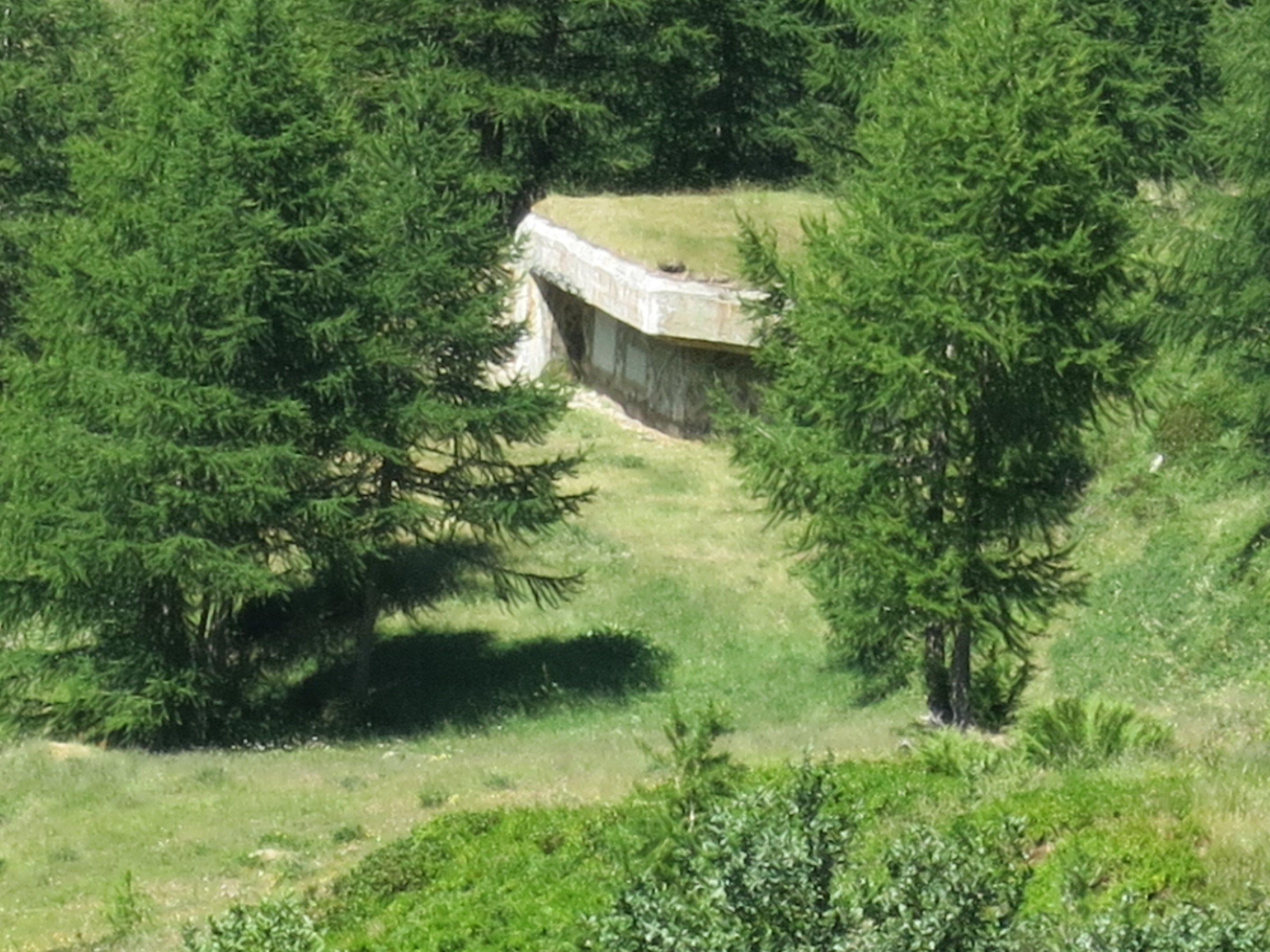
Infanteriebunker Stabbiascio
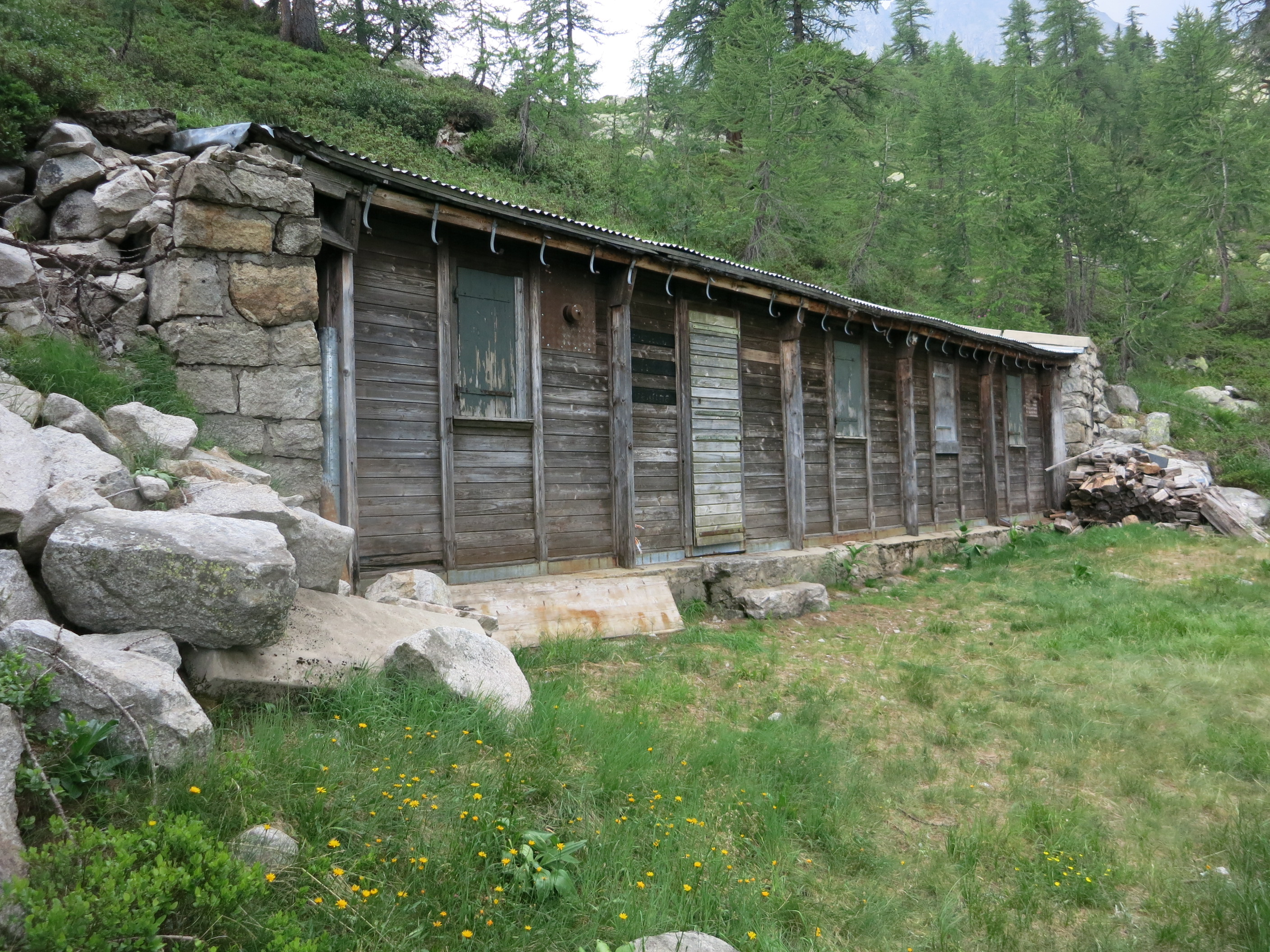
Militärbaracke Piansecco
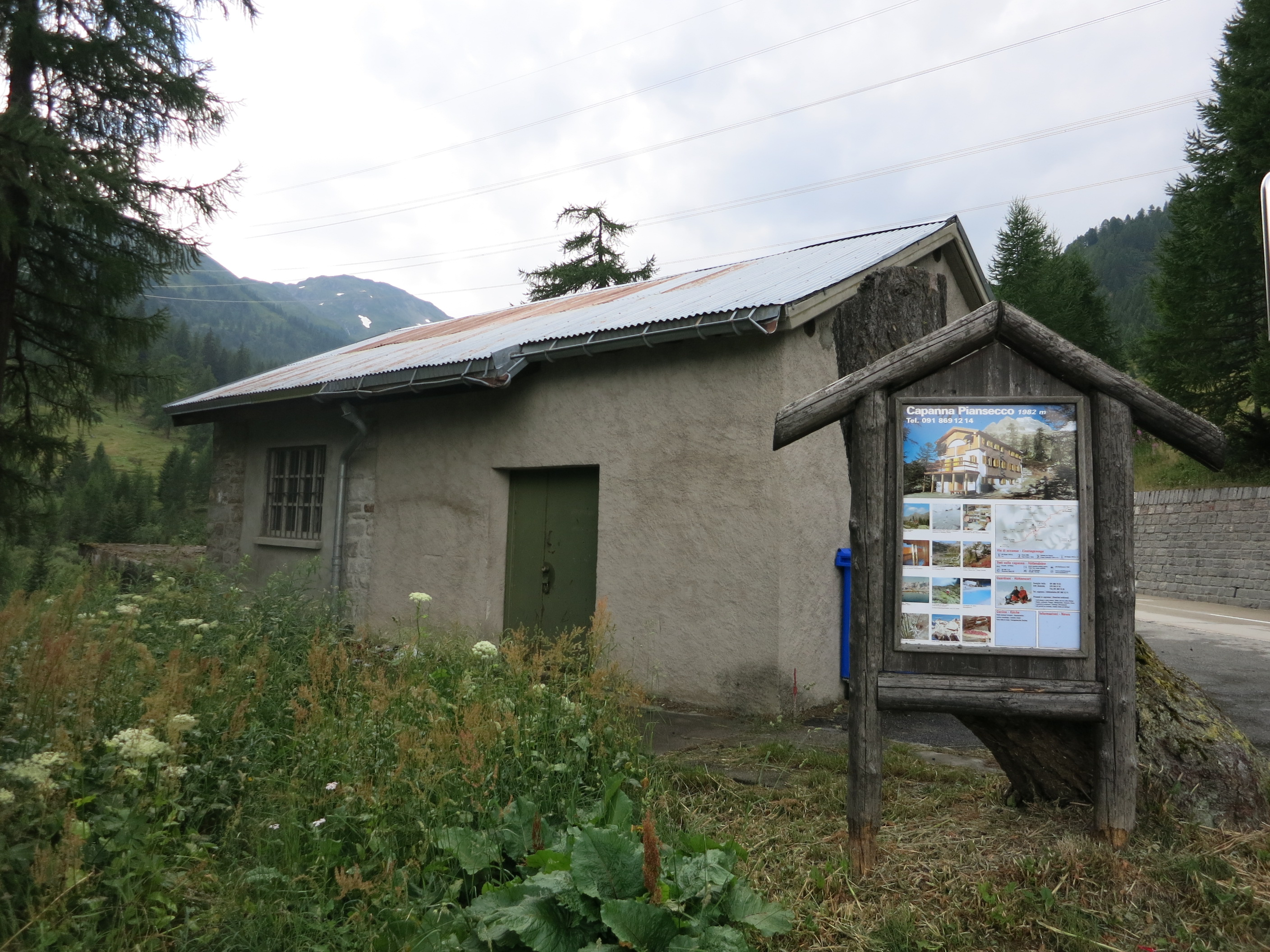
Militärmagazin All’Acqua

## Artilleriewerk Grandinagia

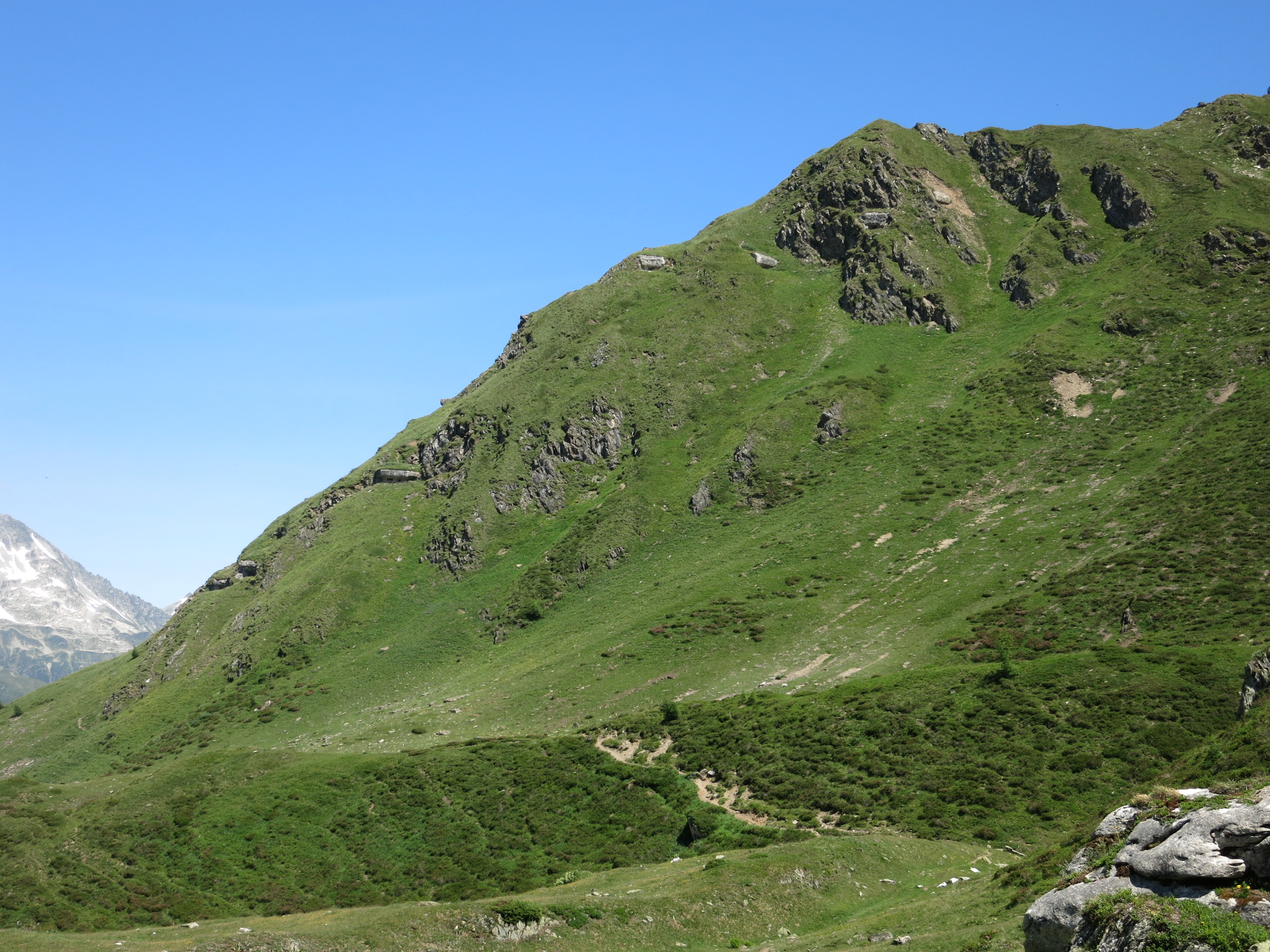
Grandinadia, Scharten oben und unten

Das unter dem Nordgrat des Pizzo Grandinagia 2774 m ü. M. liegende Werk besteht aus dem unteren Teil mit den zwei Geschützstellungen samt Beobachtungsstand und Unterstand sowie dem oberen Teil mit vier Maschinengewehrständen. Das 1936–1938 erstellte Artilleriewerk wurde 1940 zum Infanteriewerk umgerüstet und die Seilbahn wurde 1948 total erneuert. Während des Kalten Krieges wurden im Fels zusätzliche Schutzräume gebaut. Für die Aussenverteidigung wurden vor der Festung gut getarnte und teilweise unterirdisch angelegte Unterstände errichtet.
Die Bewaffnung bestand aus zwei 7,5-cm-Festungskanonen Krupp auf Hebellafette und vier Maschinengewehren Mg 11. Ein Infanteriewerk mit einem Maschinengewehr befindet sich unter der Seilbahn All’Acqua–Grandinagia, um das Vorgelände der Festung gegen das Valle del Corno zu schützen. Das Gebiet des San Giacomo wurde durch die im Zweiten Weltkrieg erbauten grossen Artilleriewerke der Gotthard Südfront abgedeckt.
- 04 Artilleriewerk Grandinagia A 8444 ⊙

## Infanteriebunker San Giacomo

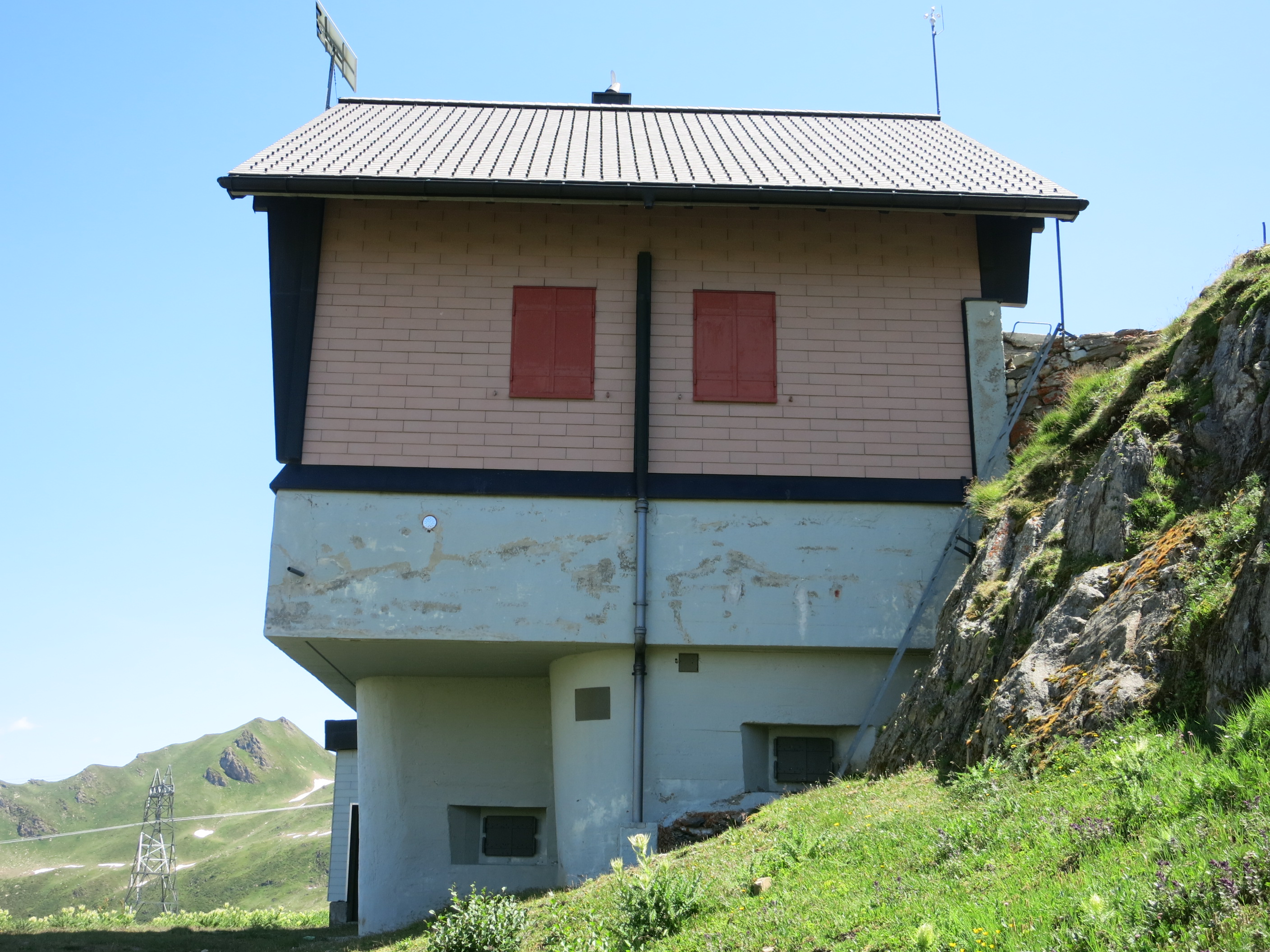
San Giacomo, MG-Scharten 4 und 5

Der Infanteriebunker San Giacomo (Armeebezeichnung A 8442) liegt in einer Ebene auf 2266 m ü. M. rund 600 m nordöstlich der italienischen Grenze beim San-Giacomo-Pass. Ende der 1930er Jahre wurde das vom schweizerischen Zoll erstellte Blockhaus in ein Infanteriewerk mit kleiner Kaserne umgebaut. Die Mauerdicke wurde verdoppelt und unter dem anliegenden Felsen drei Maschinengewehrstände und ein Unterstand gebaut. Die Bewaffnung bestand aus fünf Maschinengewehren Modell 1911 auf Lafetten.
Der Infanteriebunker war mit der zweiten Sektion der Seilbahn des Artilleriewerks Grandinagia verbunden.
- 01 Infanteriebunker San Giacomo A 8442 ⊙

## Militärseilbahnen

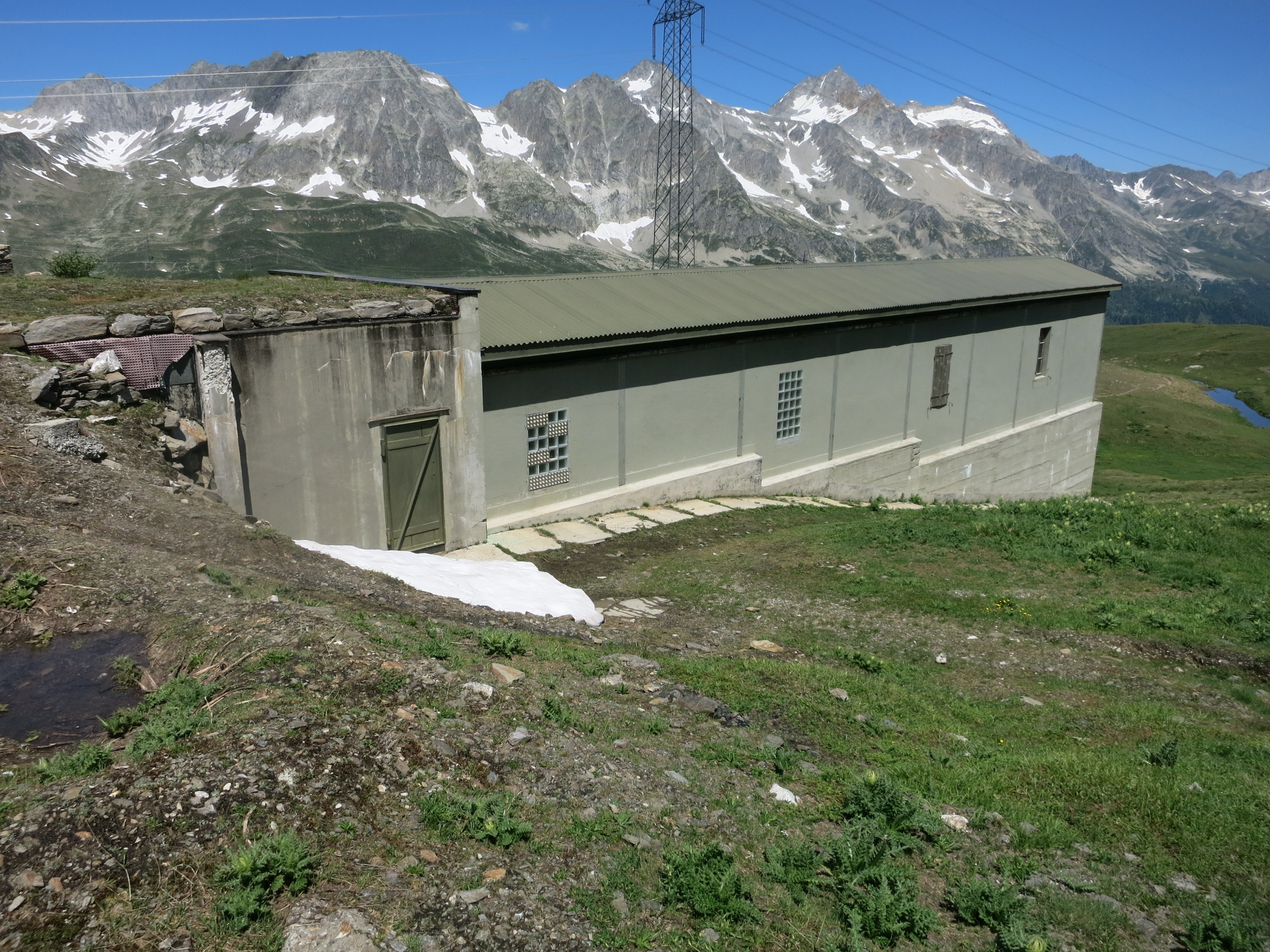
San Giacomo, Bergstation der Seilbahn

Eine 1948 erstellte Militärseilbahn (Pendelbahn) mit zwei Sektionen führte von All’Acqua 1610 m ü. M. bis Grandinagia 2122 m ü. M. (Armeebezeichnung Z 307) und weiter bis zum San-Giacomo-Pass (Z 308) und diente zum Transport und Versorgung der Besatzung. Eine weitere Seilbahn (Z 313) führte bis zum Eingang des Artilleriewerks. Die Seilbahn der Hersteller Oehler/Garaventa wurde 1986 modernisiert. Heute (2015) ist noch die untere Sektion erhalten.
- 03 Luftseilbahn All’Acqua-Grandinagia Z 307 ⊙ ⊙
- 02 Luftseilbahn Grandinagia-San Giacomo Z 308 ⊙ ⊙
- 05 Luftseilbahn Grandinagia Z 313 (abgebaut)

## Artilleriestellung Manegorio
Die zwischen 1935 und 1940 erbaute Artilleriestellung Manegorio auf der Alpe di Manegorio (auch Alpe di Manió) liegt zur Sicherung des San-Giacomo-Passes auf der gegenüberliegenden Talseite und bestand aus zwei verbunkerten Geschützstellungen mit 7,5-cm-Gebirgskanonen auf Knobellaffette. Zwischen den Artilleriestellungen befindet sich der Infanteriebunker Manegorio.
- Infanteriewerk Manegorio Ost  A 8480 ⊙
- Infanteriewerk Manegorio West  A 8481 ⊙
- Infanteriebunker Rotondo links  A 8482 ⊙
- Infanteriebunker Rotondo rechts  A 8483 ⊙
- Artilleriebunker Manegorio 1  A 8486 ⊙
- Artilleriebunker Manegorio 2  A 8487 ⊙
- Militärbaracke Pianseco ⊙

## Sperrstelle Nufenenpass
Die Sperrstelle Nufenenpass (Armeebezeichnung Nrn. 2345 und 2330) im Kanton Wallis hatte rund 15 Objekte und hatte den Griespass gegen Italien zu bewachen. Sie wurde zusammen mit der Grenzwache in den 1930er Jahren am Saumweg über den Nufenen gebaut. Die eigentliche Verbindungsstrasse vom Bedrettotal ins Goms wurde erst nach dem Zweiten Weltkrieg erstellt. Die Werke der Gebirgsbrigade 11 und dem Büro für Befestigungsbauten (BBB) gehören zu den höchsten Befestigungen dieser Art in der Schweiz.

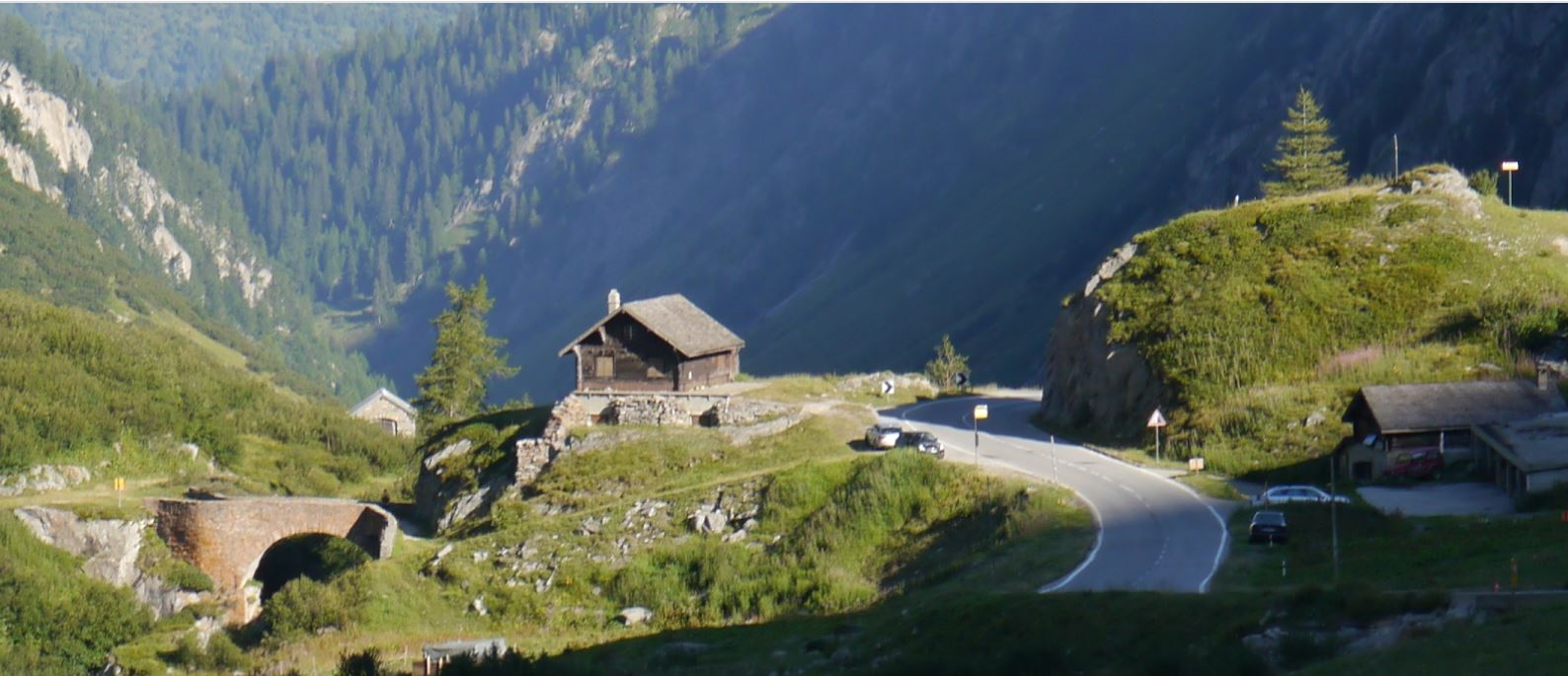
Infanteriewerk A 8934 Ladsteg Blockhaus

- Beobachter Blashorn A 8930 ⊙
- Infanteriewerk  Gälmer links A 8931 ⊙
- Infanteriewerk  Gälmer rechts A 8932 ⊙
- Infanteriewerk  Ladsteg rechts A 8933 ⊙
- Infanteriewerk  Ladsteg Blockhaus A 8934 ⊙
- Infanteriewerk  Ladsteg links A 8935 ⊙
- Infanteriewerk  Hammer A 8936 ⊙
- Infanteriewerk  Turm A 8937 ⊙
- Infanteriewerk  Scaia A 8938 ⊙
- Infanteriewerk  Nufenenstock Süd A 8939 ⊙
- Infanteriewerk  Sulz 4 ⊙
- Infanteriewerk  Sulz 3 A 8941 ⊙
- Unterstand  Grieshalde A 8942 ⊙
- Infanteriewerk  Sulz 1+2 A 8943 ⊙
- Gebirgsunterkunft Nufenenstock Süd A 8944 ⊙

## Festungswanderweg Fortificazioni Ticinesi (ForTi)

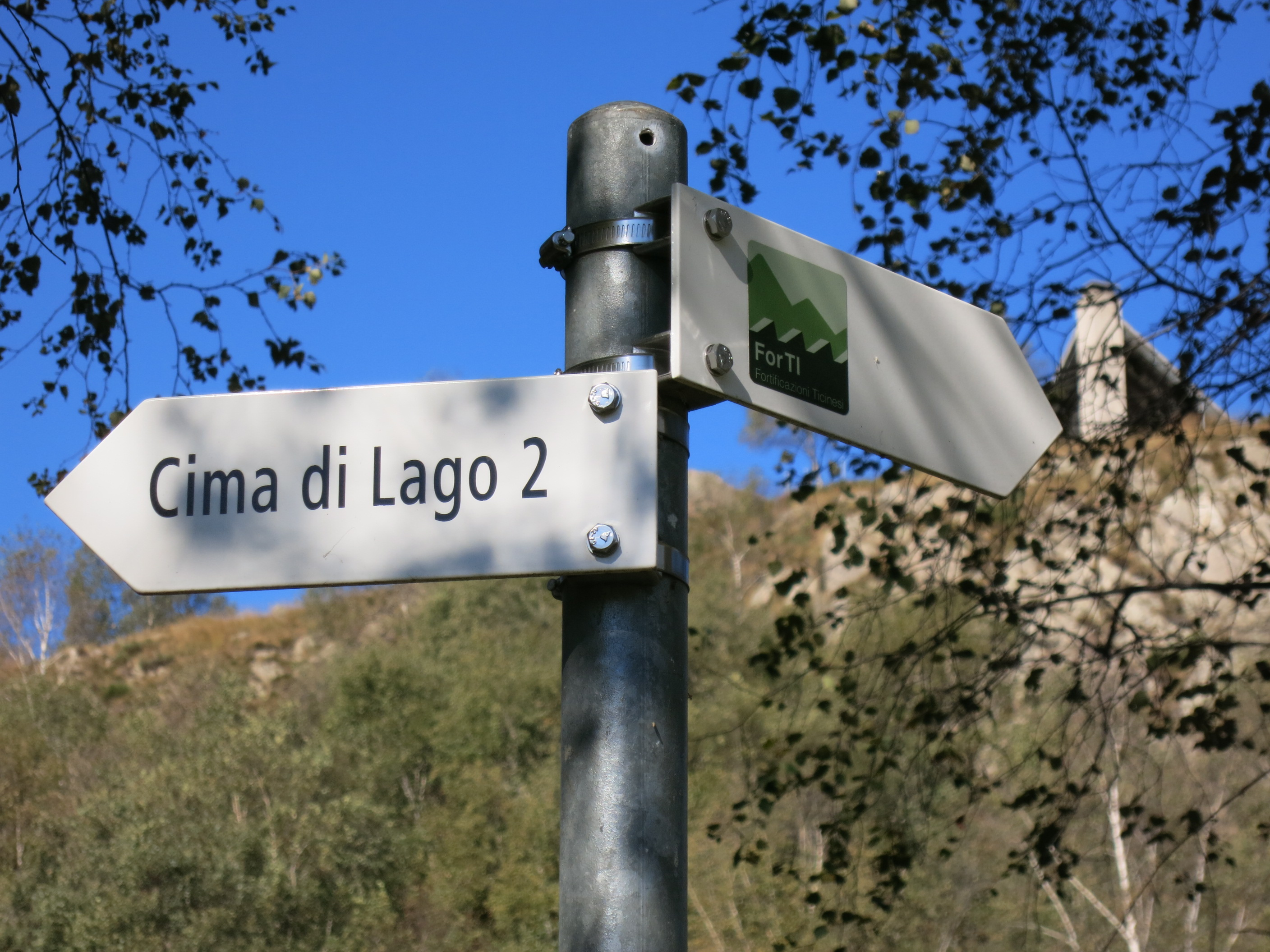
Bunkerwanderweg ForTi 04 – Gola di Lago

Der Bunkerwanderweg Nr. 10 San Giacomo der Fortificazioni Ticinesi führt an den Objekten 01 bis 05 im Gebiet San Giacomo vorbei.